# August Underground's Mordum
August Underground's Mordum es una película de explotación de terror estadounidense directa a video de 2003 creada y distribuida por Toetag Pictures. Es la secuela de August Underground de 2001, y fue seguida por August Underground's Penance en 2007. La película está filmada intencionalmente de manera amateur para hacerla pasar como una película snuff falsa.

## Argumento
Mordum es una película casera filmada por los asesinos en serie Peter Mountain, su novia sadomasoquista Crusty y su depravado hermano varón, Maggot. Después de que Peter descubre a Crusty y Maggot teniendo relaciones sexuales, estalla una discusión entre ellos. Se sofoca cuando Crusty excita sexualmente a Peter y a ella misma mediante la automutilación con un trozo de vidrio. Luego, los dos irrumpen en una casa de crack, donde Peter mata a golpes al dueño con un martillo.
Crusty filma el edificio lleno de suciedad y el cadáver en descomposición de un adicto con sobredosis. Cuando Peter comienza a desnudar el cuerpo del dueño de la casa, alegando que será más fácil deshacerse de él sin ropa, estalla otra pelea entre él y Crusty cuando ella cuestiona su motivo para desnudar el cuerpo, acusándolo de ser "un maricón".
Crusty demuestra su amor por la autolesión a Maggot y a un amigo, cortándose el brazo lleno de cicatrices con un cuchillo. Crusty y Maggot sacan a una mujer atada y enmascarada de una caja en la que la han estado manteniendo durante "mucho tiempo". Maggot viola a la mujer mientras Crusty lo anima y se burla de la víctima. Cuando Maggot termina, deja salir a un hombre cautivo de otra caja, y él y Crusty lo obligan a realizarse una penectomía con un par de tijeras para cutículas y luego lo sellan nuevamente. Crusty imita el sexo oral con él y luego lo usa para violar a la víctima femenina.
El trío de asesinos llega a la ciudad, donde atormentan a un comerciante, comen comida rápida y deambulan. Maggot y Peter luego miran y se masturban mientras Crusty tortura a dos mujeres, abusa sexualmente y las vomita repetidamente mientras un cadáver masculino se pudre en un rincón de la habitación. Finalmente, las mujeres son asesinadas. Maggot destripa a uno, mastica sus entrañas derramadas y se masturba con ellas, mientras que Crusty y Peter matan a golpes al otro, este último arrastra el cuerpo para presumiblemente tener relaciones sexuales con él. Se emborrachan y luego, Crusty encuentra a Maggot en el baño, afeitándose y cortándose para "verse hermoso" para ella.
Luego se muestra al trío jugando en la nieve, asistiendo a un concierto, reuniéndose con amigos, violando a una mujer y yendo a una tienda de piercings, donde Maggot recibe un anillo en la nariz y se pelea con Peter por su relación con Crusty. Luego, el grupo visita a otro asesino en serie, quien les muestra el contenido de su cobertizo; cuerpos mutilados, víctimas moribundas y un niño pequeño sin cabeza y cubierto de gusanos, del cual Maggot se come un trozo. Más tarde, mientras los demás duermen, el nuevo asesino toma prestada su cámara y se filma a sí mismo burlándose y degollando a una de sus cautivas.
El trío ataca a una familia y primero mata al padre ahorcándolo. Mientras Peter tortura a la madre, Crusty observa a Maggot tener relaciones sexuales con el cadáver de la pequeña hija en una bañera. Los tres se pelean, lo que desemboca en que Peter le corta el cuello a la esposa, mientras abusa de Maggot con su sangre, seguido de la película que se queda estática. Más tarde, se muestra a un gato matando y comiéndose un ratón.

## Reparto
- Cristie Whiles como Crusty
- Fred Vogel como Peter Mountain[2][3]
- Michael Todd Schneider como Maggot
- Jerami Cruise como hombre mostrado teniendo sexo en la ventana
- Killjoy como cuarto asesino
- M. Kadath
- Erika Schultz
- E. Jay
- Midian Crosby como morena víctima de tortura con vómito
- Elmo Painter como rubia víctima de tortura con vómito
- Dave Brown como hombre muerto en la secuencia de tortura del vómito
- Art Ettinger como amigo
- Rick Kundrach como Jonesy
- Tim Grubjesik como Adicto muerto
- Allana Sleeth como amiga
- Shelby Vogel como víctima del cuarto asesino/madre muerta
- Shannon Támesis
- Chris Shaw como padre muerto
- Margarita como Margarita
- Superkollider

## Lanzamiento
Schneider dejó el equipo poco después de finalizar la producción de Mordum . Lanzó su propia versión de la película, subtitulada "The Maggot Cut", a través de Maggot Films, y la versión oficial de la película se lanzó en DVD en 2003.

## Recepción
La base de datos de películas de explotación La masacre mundial del celuloide clasifica a Mordum como la cuarta película más "vil" vista por el sitio web, por detrás de Salò, Melancholie der Engel y Carcinoma. La reseña de la película (que está categorizada como "inútil") se refirió a ella como "una depravación incondicional sin sentido".

### Controversia
Mientras viajaba a Canadá para asistir al Rue Morgue Festival of Fear en Toronto, el codirector y escritor Fred Vogel fue arrestado, pendiente de cargos de transporte de materiales obscenos a Canadá, cuando funcionarios de aduanas encontraron copias de Mordum y su predecesor entre la mercancía que había pensado traer a la convención. Los cargos fueron retirados, después de que Vogel pasara aproximadamente diez horas en la prisión aduanera y sus películas fueran enviadas a Ottawa para su posterior observación.
Los funcionarios de aduanas australianos confiscaron copias de Mordum en 2004, y el motivo aducido para la incautación de los DVD fue que "ofenden las normas de moralidad, decencia y propiedad generalmente aceptadas por adultos razonables hasta el punto de que no deberían importarse".